# Gregorio Petondi
 (Castel San Pietro, 1732 – Genova, 1817) è stato un architetto svizzero, attivo a Genova sul finire del diciottesimo secolo.

## Opere conosciute
- 1776 costruzione di Palazzo Lomellini-Doria Lamba, via Cairoli 18
- 1776 costruzione di Palazzo Gio Francesco Balbi, piazza del Vastato/via Balbi 2
- 1778 pianificazione della Strada Nuovissima (via Cairoli)
- 1778 progetto al concorso per Palazzo Ducale
- 1785 restauro dello stemma della Lanterna di Genova
- 1798 perizia sulla casa di Colombo